# Anacolini
Los anacolinos (Anacolini) son una tribu de coleópteros crisomeloideos de la familia Cerambycidae.

## Géneros
Tiene los siguientes géneros:
- Casiphia - Closterus - Erythraenus - Oideterus - Prionoplus - Psephactus - Rhipidocerus - Sarmydus - Tsujius[1]